# کندی استاتون
کانزتا ماریا استاتون (‎/ˈsteɪtən/‎ , STAY-tən) (زاده ۱۳ مارس ۱۹۴۰) که با نام کندی استاتون شناخته می‌شود یک خواننده و ترانه‌سرای آمریکایی است. استاتون به تالار مشاهیر موسیقی مسیحی راه یافت و چهار بار نامزد جایزه گرمی شده‌است.
استاتون و خواهرش مگی که در هانسویل، آلاباما به دنیا آمد، در حدود سن ۱۱ یا ۱۲ سالگی برای مدرسه به نشویل، تنسی فرستاده شدند. در حین حضور در آکادمی مسیحی جول، توانایی‌های آوازی استاتون مورد توجه همسالانش و کشیش مدرسه قرار گرفت. کشیش که از صدای او شگفت زده شده بود، استاتون و خواهرش را با دختر سومی به نام نائومی هریسون همراه کرد و آنها گروه سه‌گانه جواپل انجیل را تشکیل دادند. در دوران نوجوانی، گروه در طول دهه ۱۹۵۰ به همراه سول استیررز، سی ال فرانکلین و ماحلیا جکسون به گردش در مدار سنتی انجیل پرداختند.